# Aspebergets hällristningar

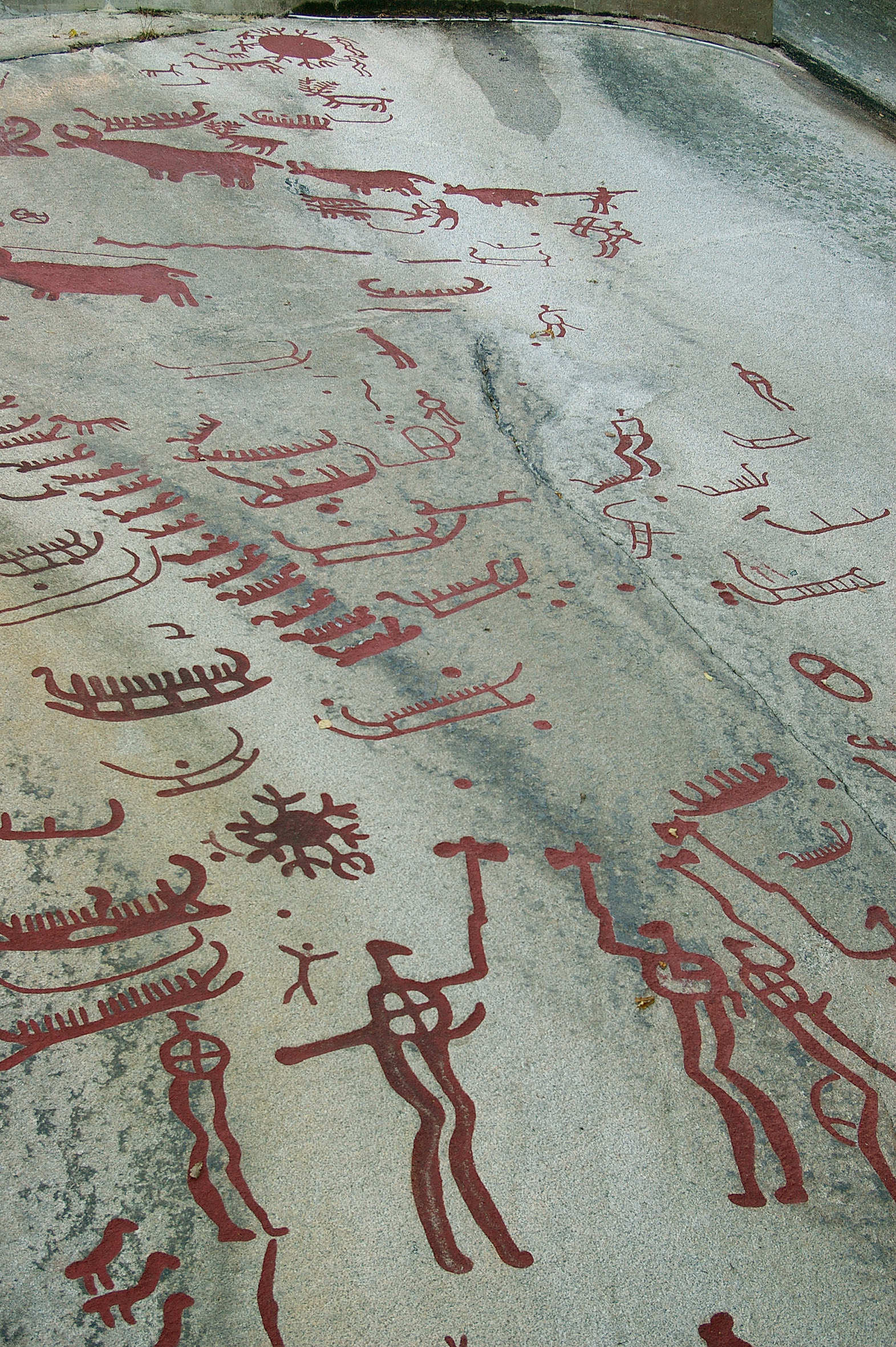
Aspeberget.

Aspebergets hällristningar i Tanums kommun, Bohuslän är daterade till den skandinaviska bronsåldern, närmare bestämt ca 1800–500 f.Kr. De ingår tillsammans med övriga närliggande hällristningsfält i hällristningsområdet i Tanum i Unescos världsarvslista över omistliga fornlämningar. 
Den väldiga hällen vetter mot norr. Mängder med bilder är inhuggna relativt djupt i berget. Ett antal olika motivval finns. Sköldbärande krigare som höjer sina bronsyxor mot varandra, en man med enormt långt spjut och mängder med de skandinaviska hällristningarna så vanliga skeppsbilderna. Bland motiven finns också alldagliga scener såsom mannen som bearbetar jorden med ett årder bakom ett dragdjur samt en mängd bilder på olika djur. Över hela ytan finns dessutom skålgropar, runda fördjupningar vilka är den vanligast förekommande hällristningsbilden i Skandinavien. Skålgropar kan förekomma ensamma eller i grupp men finns också på hällristningsytor med andra motiv. 
En bild från Aspeberget som det spekulerats mycket kring är scenen med människor som sitter eller står runt en fylld cirkel. De höjer sina händer i tillbedjande stil. Två kvinnor är markerade i helfigur på ena sidan av cirkeln. Någon säker förklaring på vad motivet åsyftar har inte kunnat uppställas.

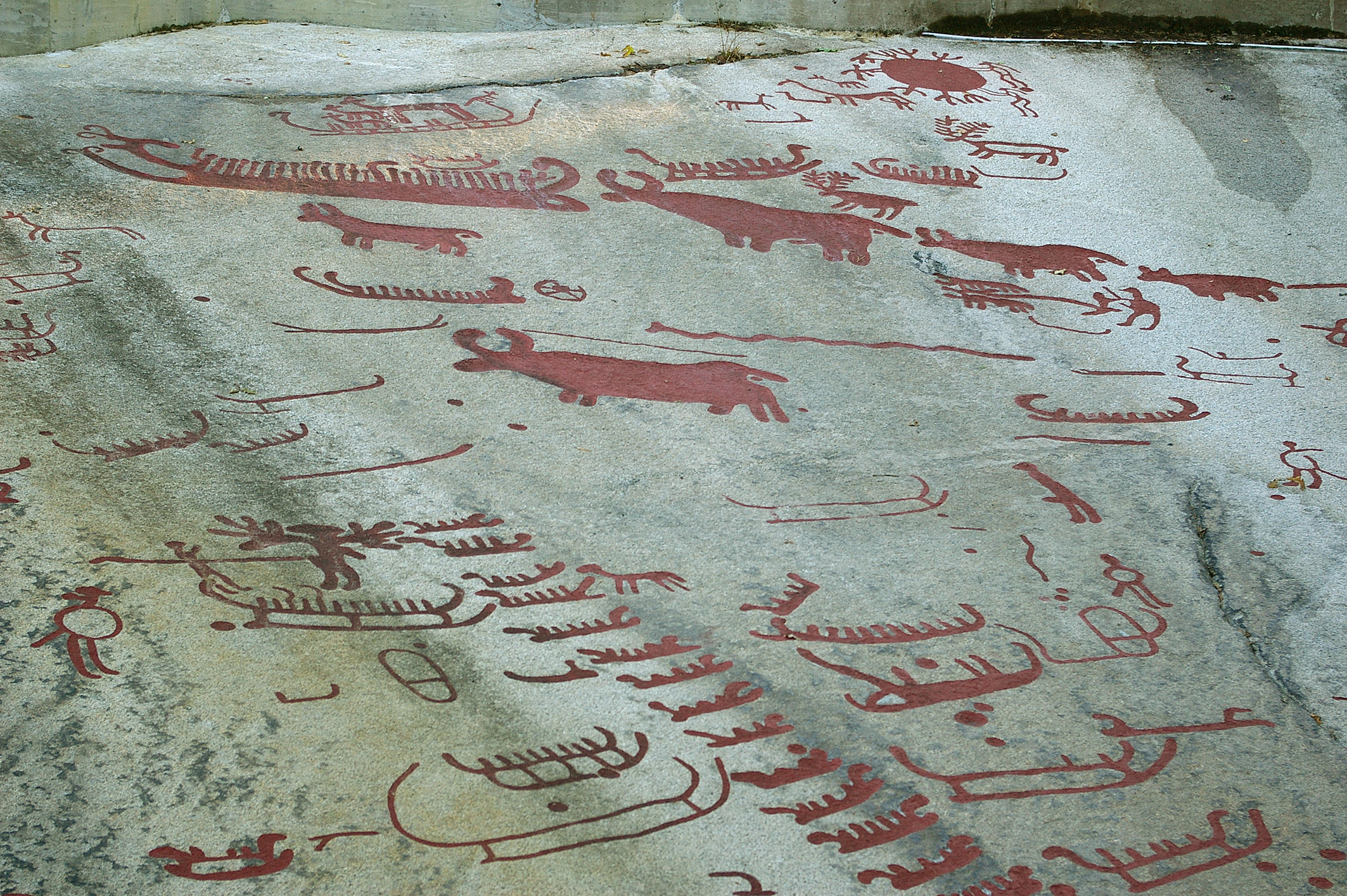
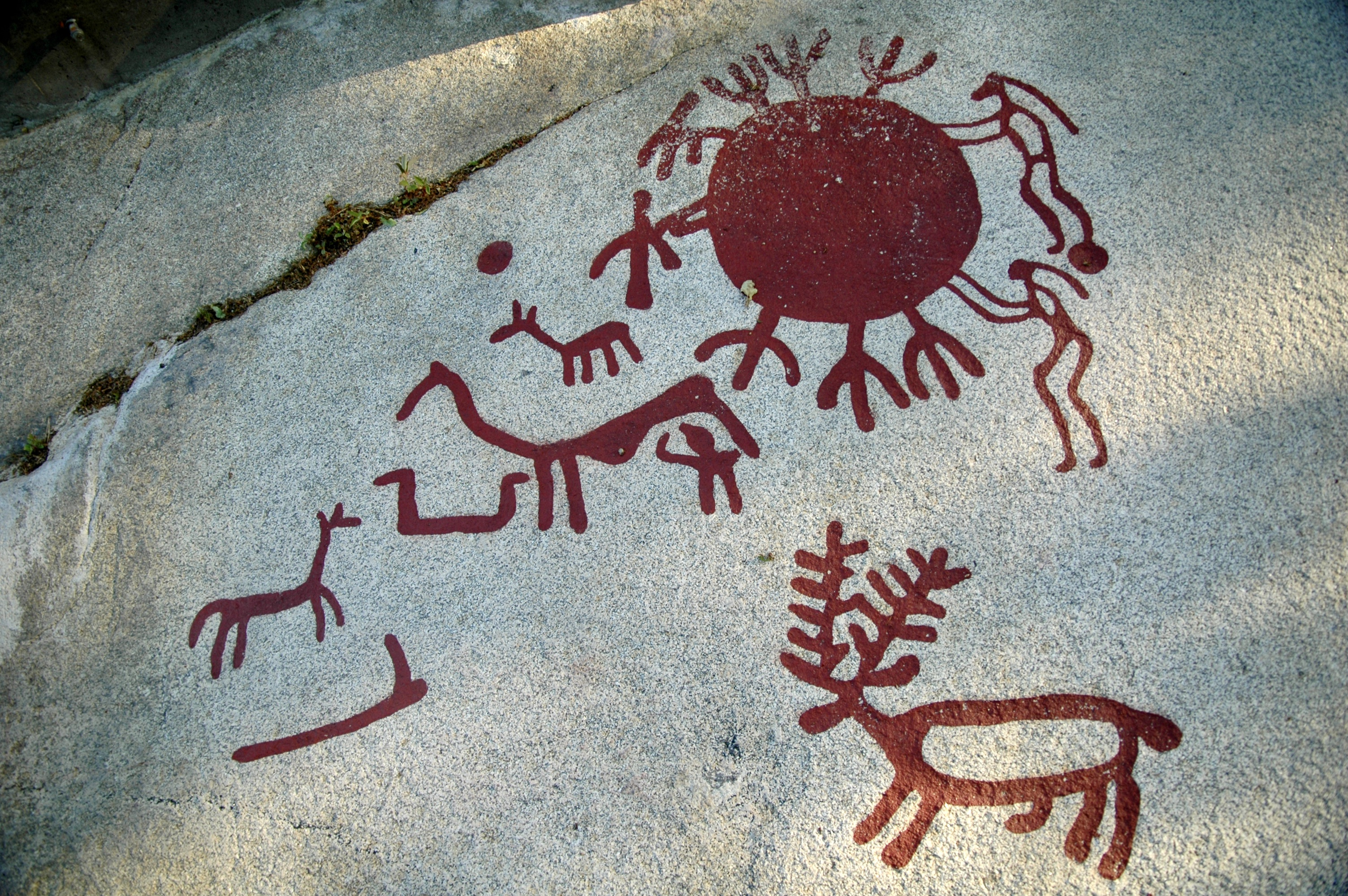
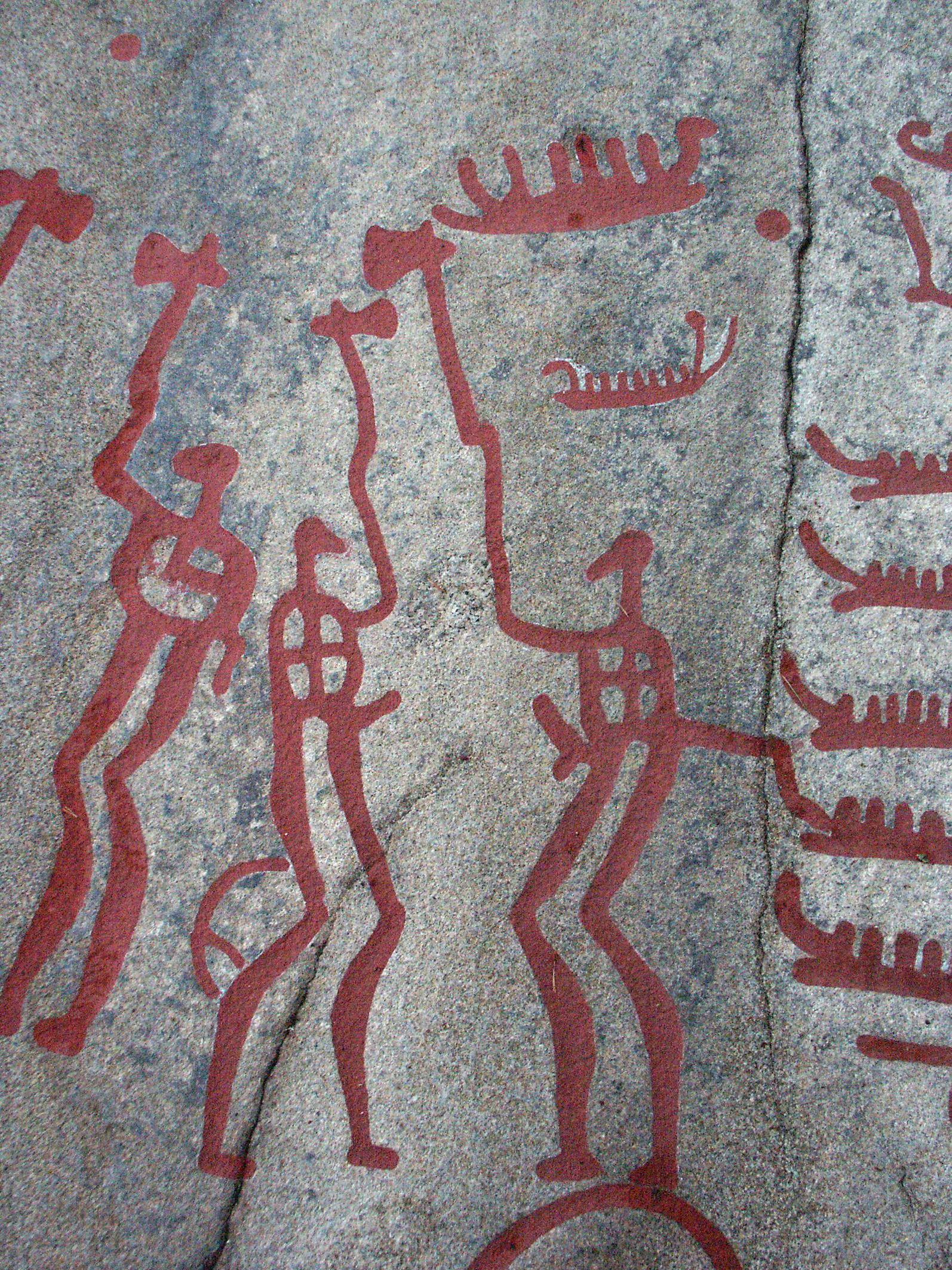
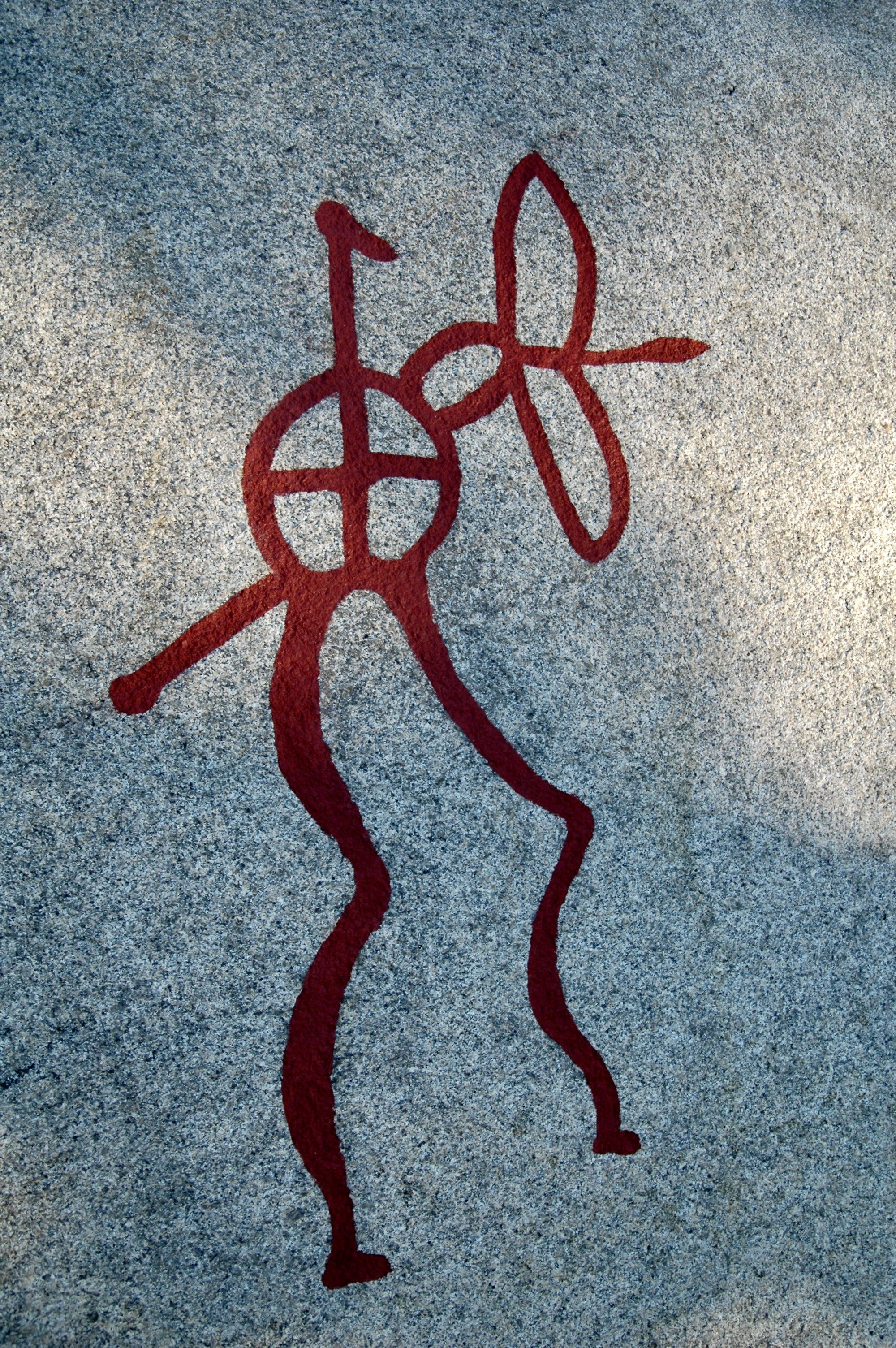
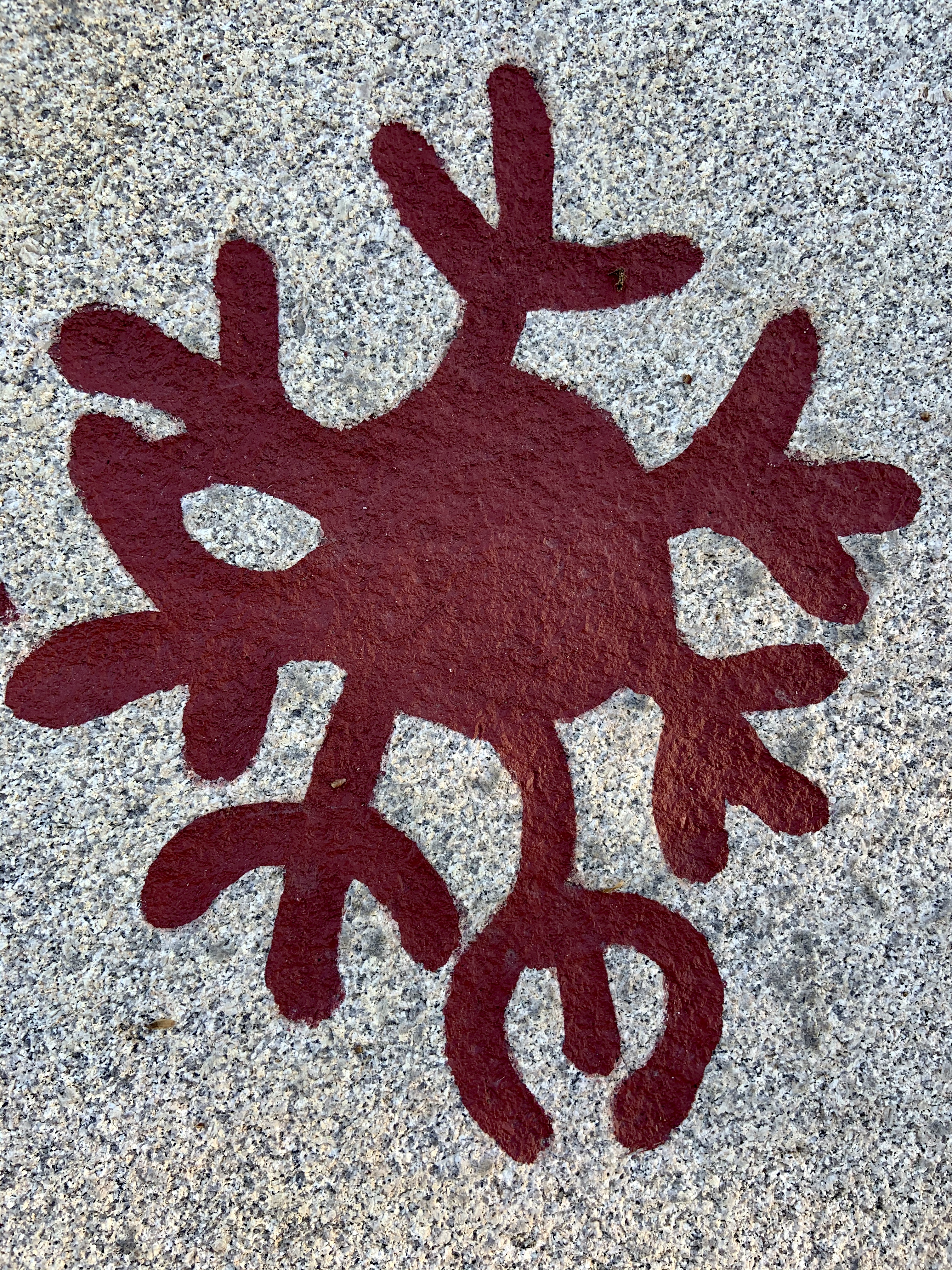
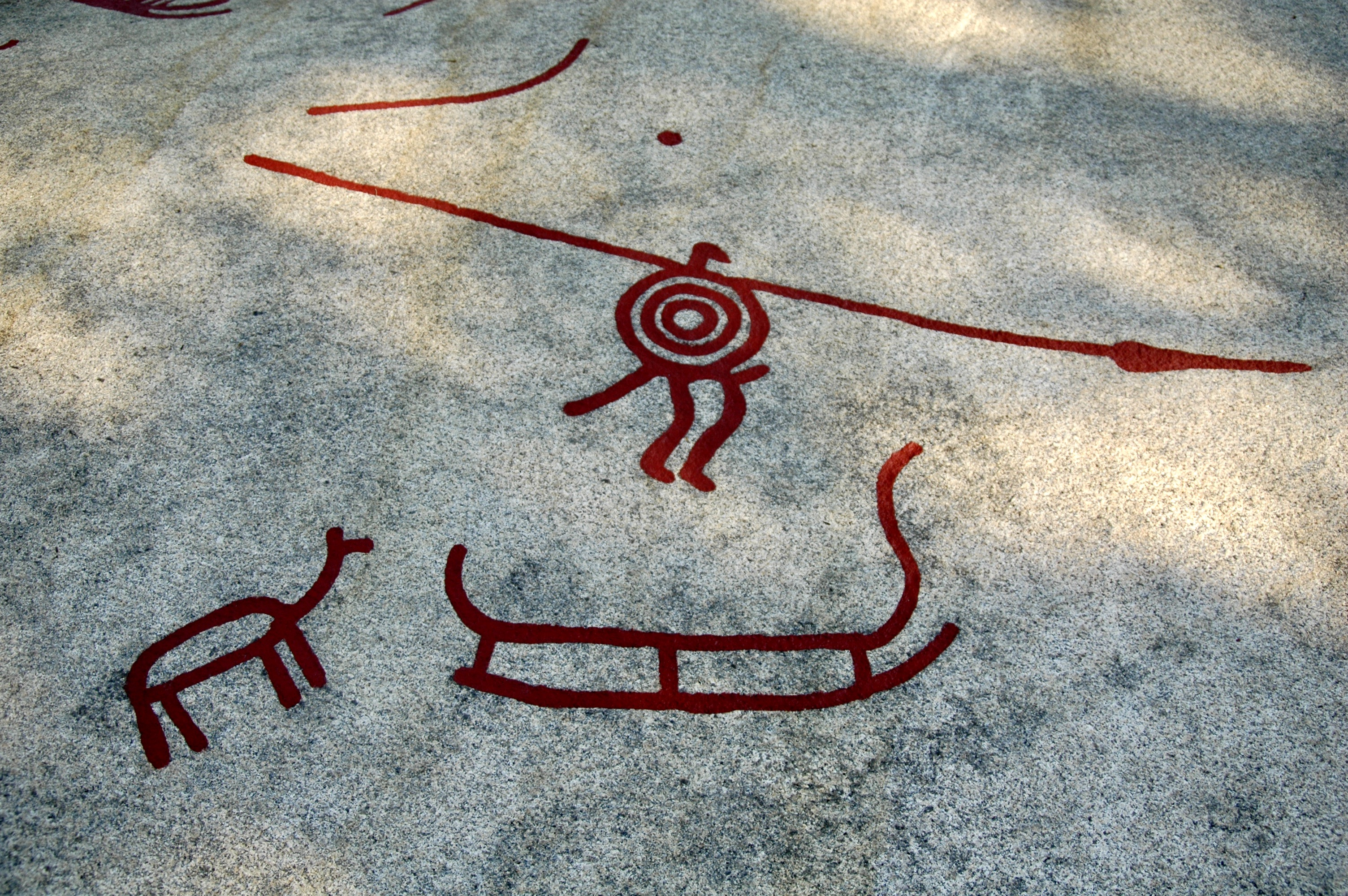
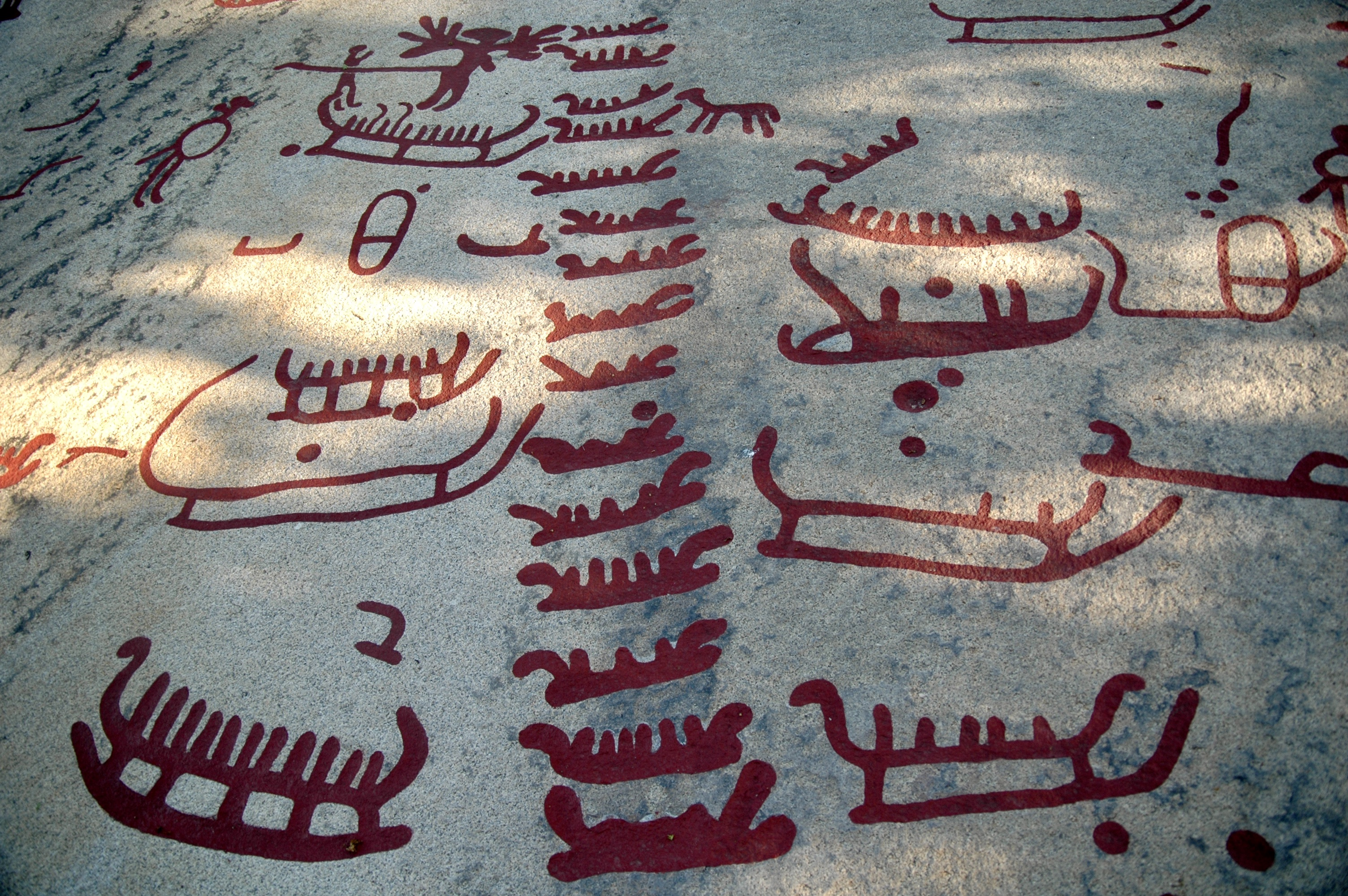
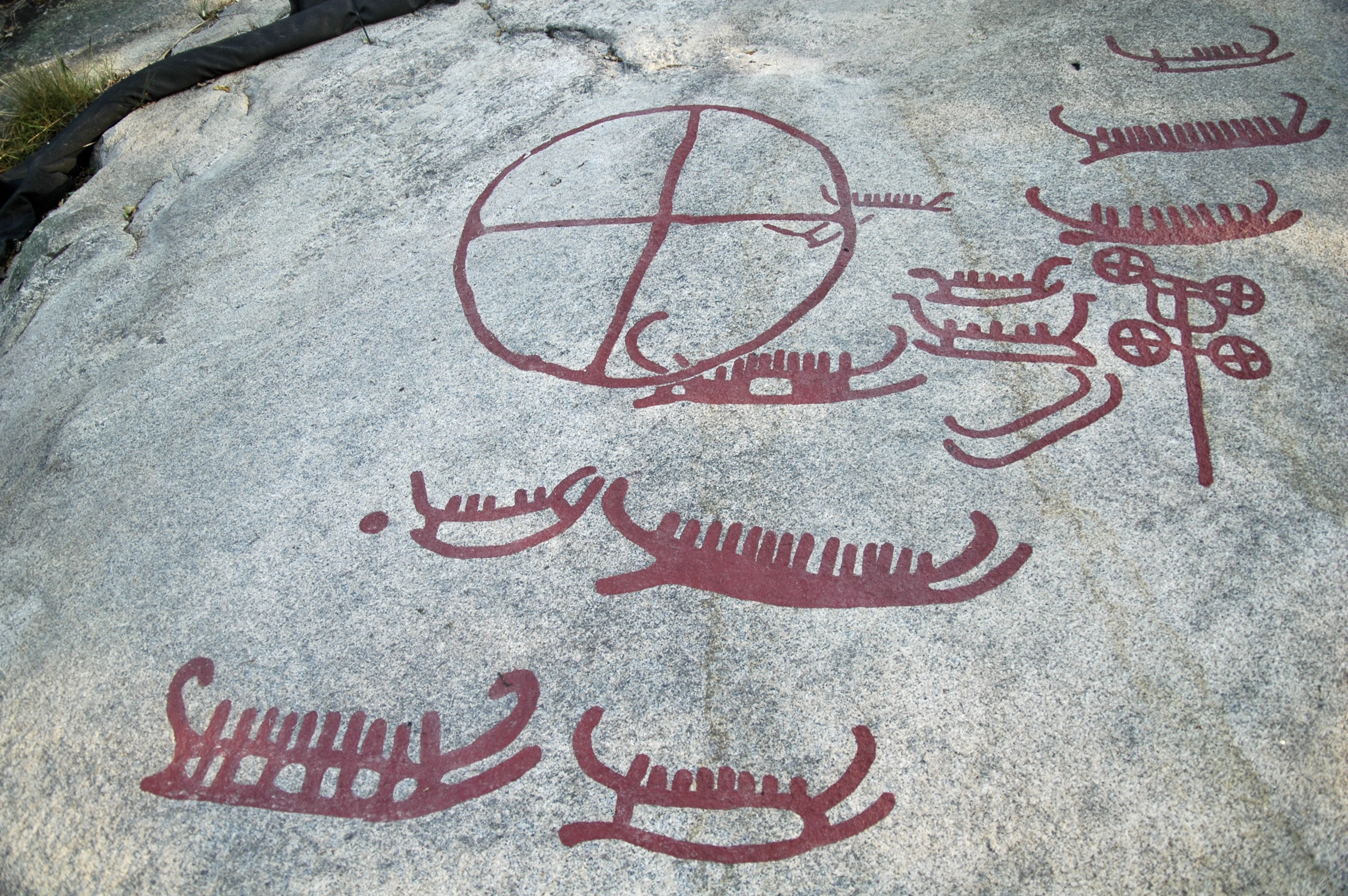
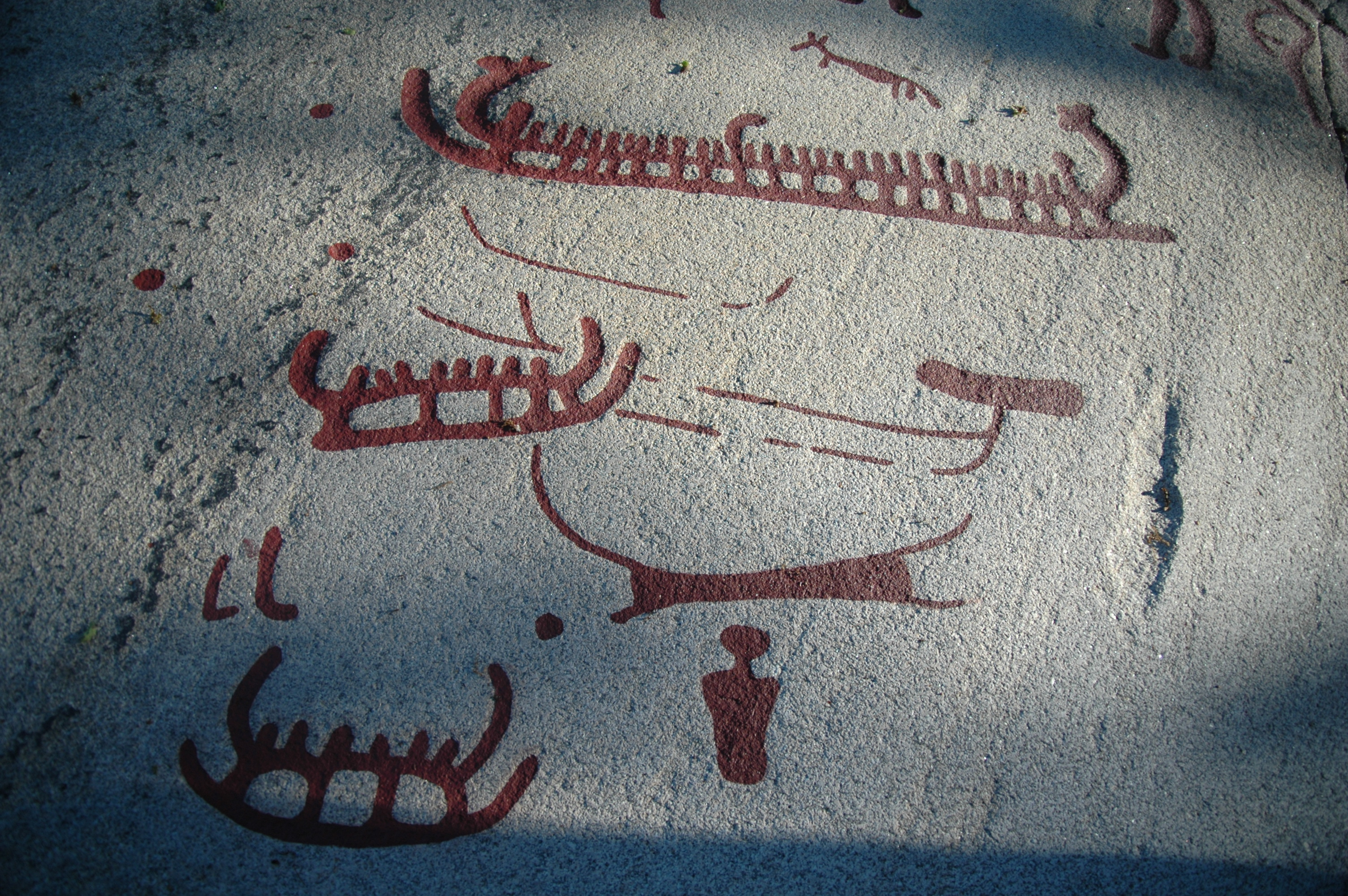
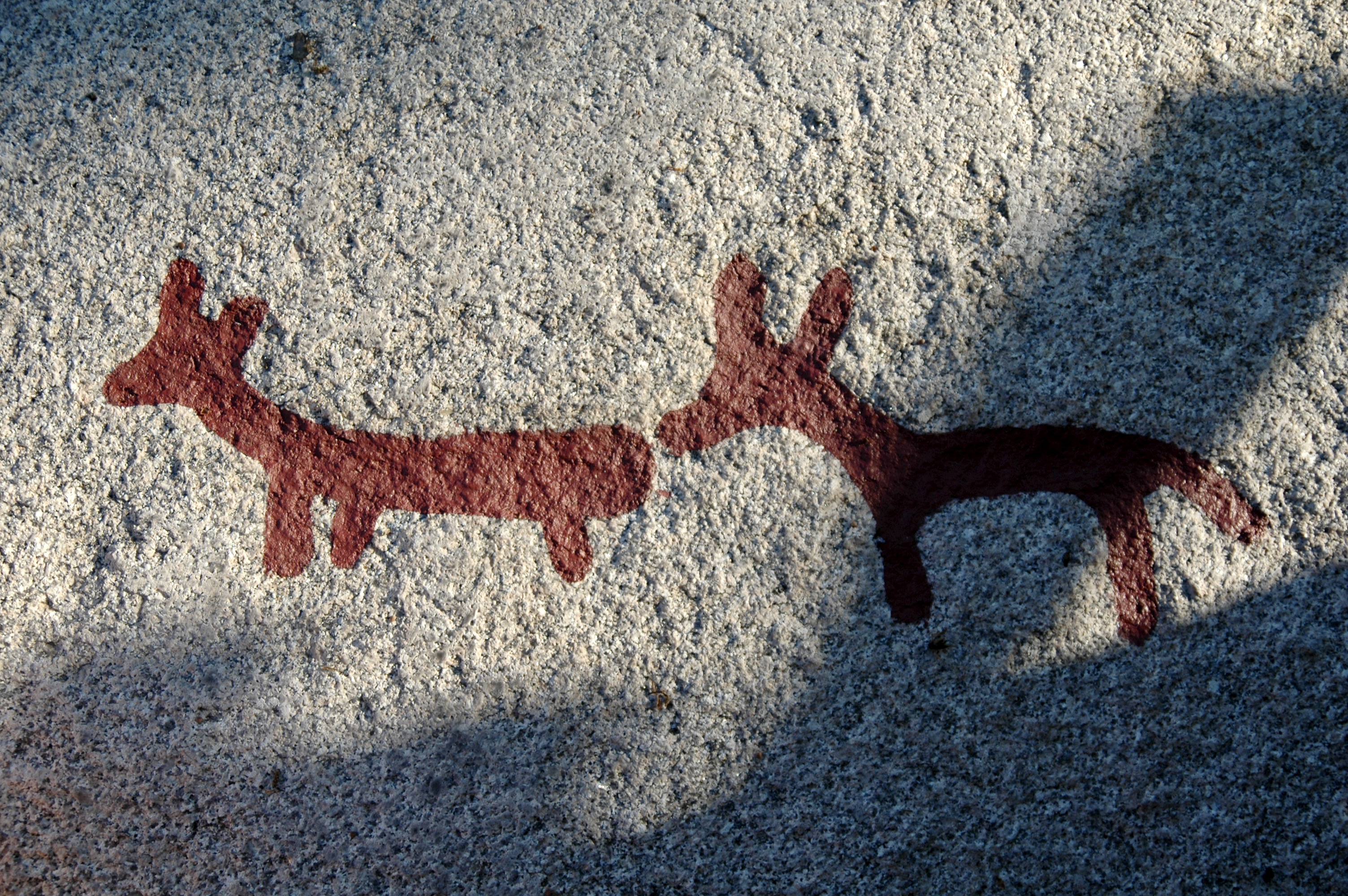
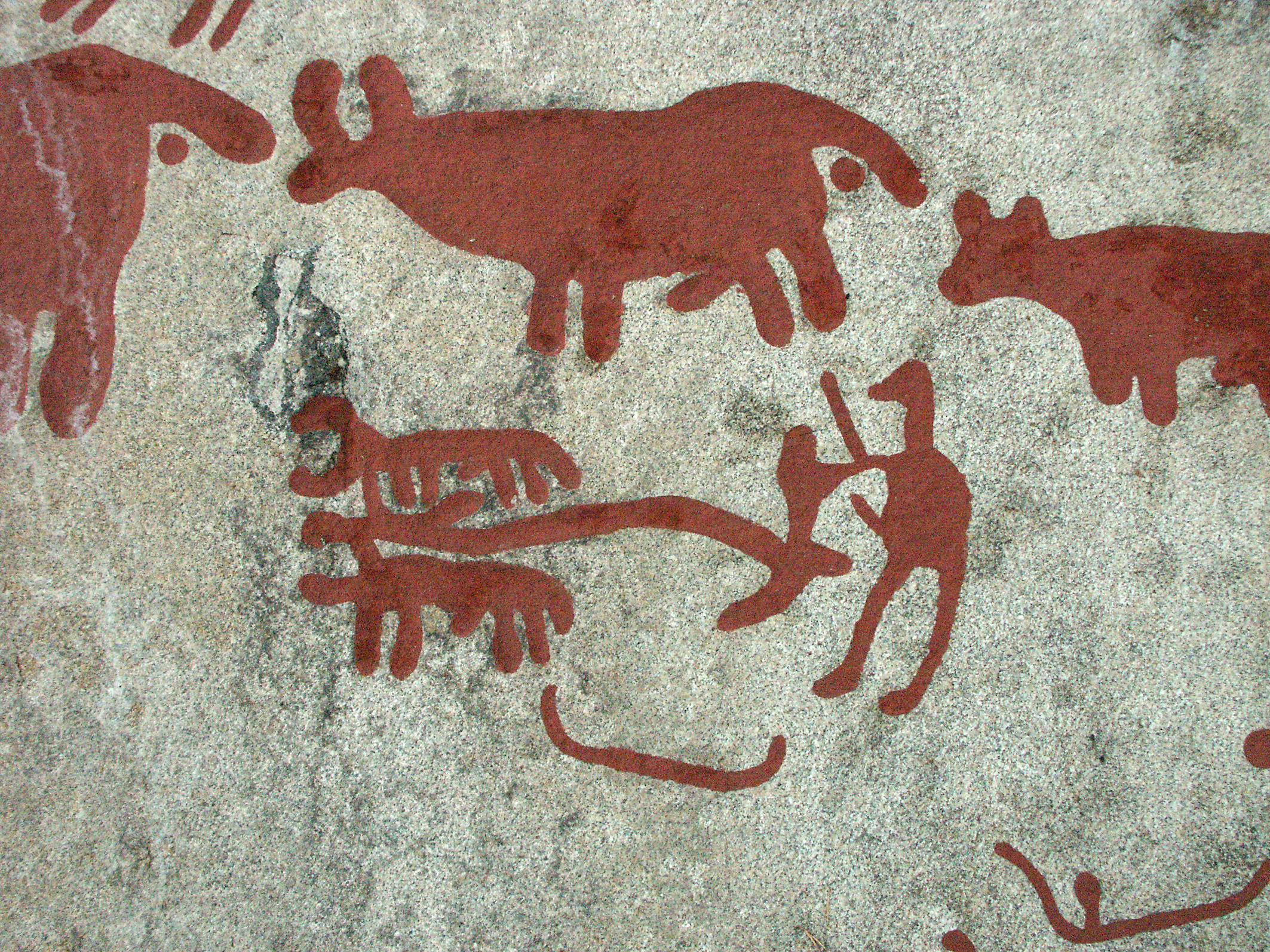
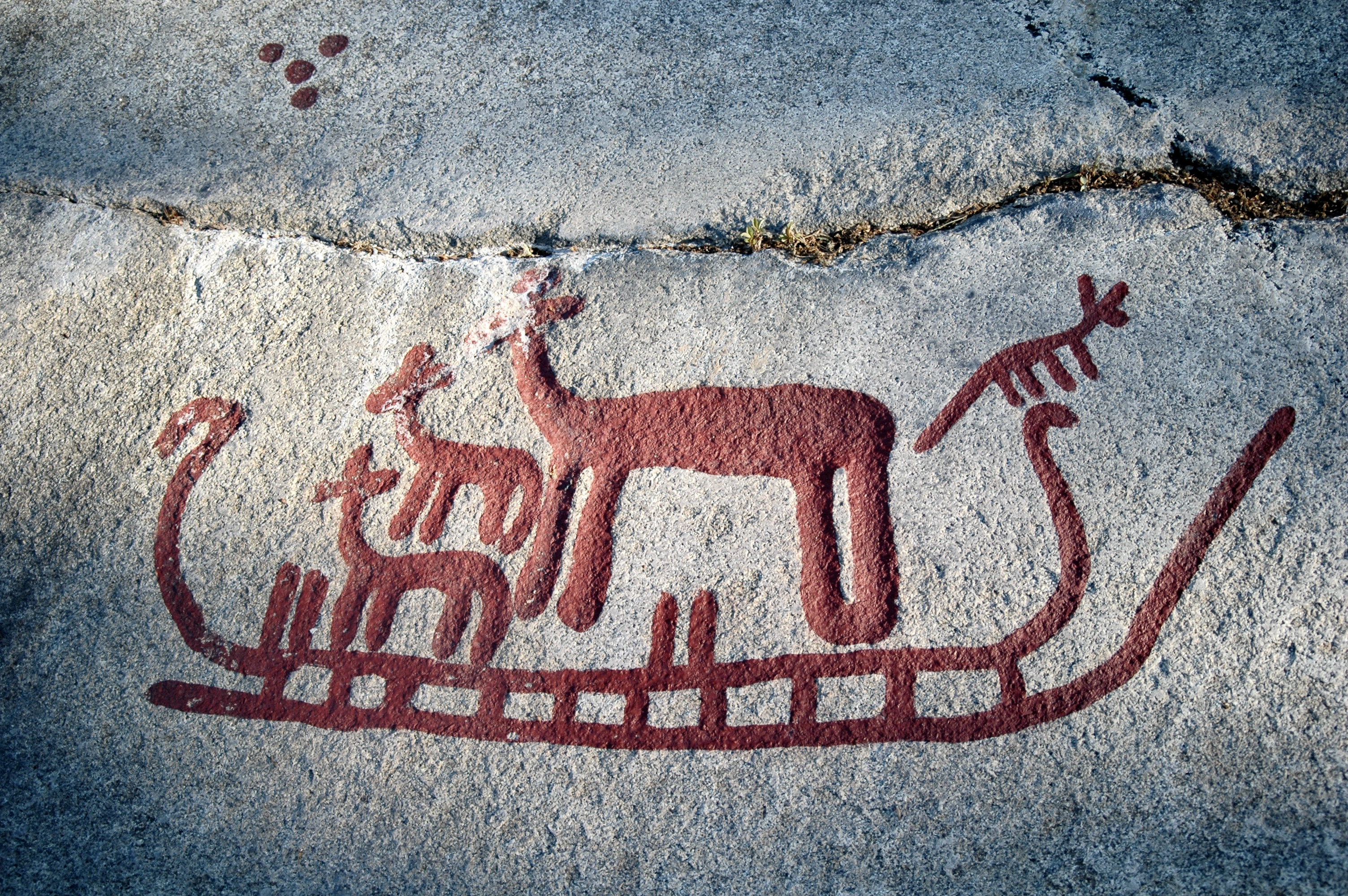